# Brabantse expansie
De Brabantse expansie is de export van kenmerken uit de Brabantse streektaal naar de taal van andere gewesten in de Nederlanden. Deze expansie had haar hoogtepunt in de late middeleeuwen en in de zestiende eeuw, maar in zekere zin duurt zij tot op de dag van vandaag voort, in elk geval in Vlaanderen.

## Achtergrond: Eerdere expansies en de macht van Brabant
In de middeleeuwen had het Nederlands geen standaardtaal: er bestonden enkel dialecten. Dit betekende echter niet dat de hogere klasse op het Frans was aangewezen om zich te onderscheiden. Bepaalde streektalen hadden namelijk meer prestige dan andere. De taal van een machtige stad of staat werd hoger aangeslagen dan de taal van een landelijk, weinig invloedrijk gebied.
Zo voerde Keulen vanaf 800 in een groot gebied eeuwenlang de culturele boventoon. Dit had duidelijke consequenties voor de taal van het Rijnland en van wat men nu Limburg noemt: de bevolking van dat gebied nam verschillende typisch Keulse dialectkenmerken allengs over. Men ging echter niet geheel Keuls spreken, maar paste zijn eigen taal aan dit dialect aan. Zo ontstond het Limburgs. Dit verschijnsel noemt men de Keulse of Rijnlandse expansie. Brabant bood hier maar ternauwernood weerstand aan, en enkele Rijnlandse kenmerken zijn tot de meer oostelijke Brabantse dialecten doorgedrongen. Zo kent men in de Meierij umlaut in verkleinwoorden en zegt men in Tienen en omgeving ich en ooch voor ik en ook.
Wat later liet ook Vlaanderen van zich horen. In dit gewest werden een paar vernieuwingen doorgevoerd. Vermoedelijk in de elfde en twaalfde eeuw verdween er het woordje du, veranderde de [u:] in een [y:] (vergelijk West-Vlaams uus met Limburgs hoes) en werd de cluster -ft tot -cht (luft > lucht, after > achter). Onder Picardische invloed viel de h weg. Brabant, dat in die tijd nog in de schaduw van Vlaanderen stond, bleek voor al deze vernieuwingen zeer ontvankelijk en nam ze snel over.
Vanaf de dertiende eeuw nam de macht van Brabant behoorlijk toe. Steden als Brussel, Leuven en Mechelen en later vooral ook Antwerpen kwamen in hoog aanzien en de hertog breidde zijn macht behoorlijk uit. De bisschop van Keulen werd in 1288 in de slag bij Woeringen verslagen en hiermee stokte de Rijnlandse expansie in de Nederlanden. Vanaf dat moment werd de Brabantse streektaal voor een groot deel van de Nederlanden de maatstaf.

## De Brabantse expansie
Allereerst leidde de macht van Brabant tot het versterken van de Vlaamse expansie: de vernieuwingen uit Vlaanderen verspreidden zich over andere gewesten met het Brabants als doorgeefluik. In de dertiende eeuw moet Holland, zo blijkt uit spaarzame bronnen, de -cht nog bijna geheel overnemen en het zal nog eeuwen duren voor dit gewest zich bij deze expansie heeft aangesloten. Ook Utrecht neemt haar over, net als Holland met de grootste moeite. Een ander gewest dat de Vlaamse vernieuwingen via Brabant leert kennen is het Land van Kleef. Nu nog is het Kleverlands een opvallend westelijk geaarde taal en worden zijn sprekers vaak voor Nederlanders aangezien (dubieuze stelling. Bron?)
In het zuiden van Brabant, waarschijnlijk vooral in Leuven en Brussel, hebben zich intussen nieuwe klanken ontwikkeld: de oude ii en uu worden tweeklanken ij en ui. Deze klanken verspreiden zich snel over het hele gewest Brabant. Ook het westen van het huidige Belgisch Limburg krijgt er al gauw mee te maken. Een ander kenmerk is het laten vallen van de -n in de veelvoorkomende uitgang -en. Dit verschijnsel breidt zich als een bosbrand in noordelijke en oostelijke richting uit.
De komende eeuwen, in het bijzonder in de vijftiende en zestiende eeuw, breiden de Brabantse diftongen zich uit over Oost-Vlaanderen (te beginnen met Gent, van daaruit het halve gewest Vlaanderen), Limburg tot aan Maastricht en zuidelijk Holland. West-Vlaanderen, Zeeland en Utrecht doen er (nog) niet aan mee.

### De Brabantse expansie in Holland
In de tweede helft van de zestiende eeuw breekt de Tachtigjarige Oorlog uit. Dit heeft grote gevolgen voor de Nederlanden, hun bevolking en hun talen. Vooral in Holland staan er grote veranderingen op stapel. Veel voorname protestanten uit Brabant vluchten naar het noorden. Het Brabants, dat in Holland altijd al hoog in het vaandel stond, krijgt nu nog meer status en de bovenlaag past zijn Hollands er sterk aan aan. Achter gaat het definitief van after winnen, de ij en de ui breken nu ook in Amsterdam door en het woordje du verdwijnt definitief (terwijl het in het noorden van Holland nog volop in gebruik moet zijn geweest). De taal van de bovenlaag wordt al gauw die van de hele stadsbevolking en later ook die van de plattelandsbevolking. Het Noorderkwartier van Holland zal in de zeventiende en achttiende eeuw door het prestige van Amsterdam ook de Brabantse diftongen overnemen. In het gewest Utrecht duurt dit nog wat langer. Dit proces maakt deel uit van wat men de Hollandse expansie noemt.

## Nasleep
Na 1648 worden de Noordelijke en de Zuidelijke Nederlanden van elkaar gescheiden. Hiermee is de Brabantse expansie grotendeels gestopt. De veranderingen die in (het zuiden van) Brabant worden ingezet steken de landsgrens niet over. Binnen de Spaanse, later Oostenrijkse Nederlanden breiden de Brabantse diftongen zich nog wel langzaam uit. De extreem wijde oi- en oei-klanken uit het Leuvens en het Brussels slaan echter niet aan. Het Nederlands/Vlaams als geheel heeft tot in de negentiende eeuw weinig prestige: hoger opgeleiden en sociaal beter gesitueerden spreken Frans als ze zich willen onderscheiden. Hier komt weer enige verandering in als het Vlaamse nationalisme in de late negentiende eeuw opkomt. Omdat de Nederlandse standaardtaal, die allengs ingang vindt in het openbare leven, van alle Vlaamse streektalen het meest op het Brabants lijkt krijgen de Brabantse dialecten weer meer status.